# Павлічка
Павлічка (пол. Pawliczka) — село в Польщі, у гміні Жечнюв Ліпського повіту Мазовецького воєводства.
Населення — 325 осіб (2011).
У 1975—1998 роках село належало до Радомського воєводства.

## Демографія
Демографічна структура станом на 31 березня 2011 року:
|          | Загалом | Допрацездатний вік | Працездатний вік | Постпрацездатний вік |
| -------- | ------- | ------------------ | ---------------- | -------------------- |
| Чоловіки | 160     | 38                 | 108              | 14                   |
| Жінки    | 165     | 32                 | 92               | 41                   |
| Разом    | 325     | 70                 | 200              | 55                   |